# Hydraena yosemitensis
Hydraena yosemitensis är en skalbaggsart som beskrevs av Perkins 1980. Hydraena yosemitensis ingår i släktet Hydraena och familjen vattenbrynsbaggar. Inga underarter finns listade i Catalogue of Life.